# تعويذة

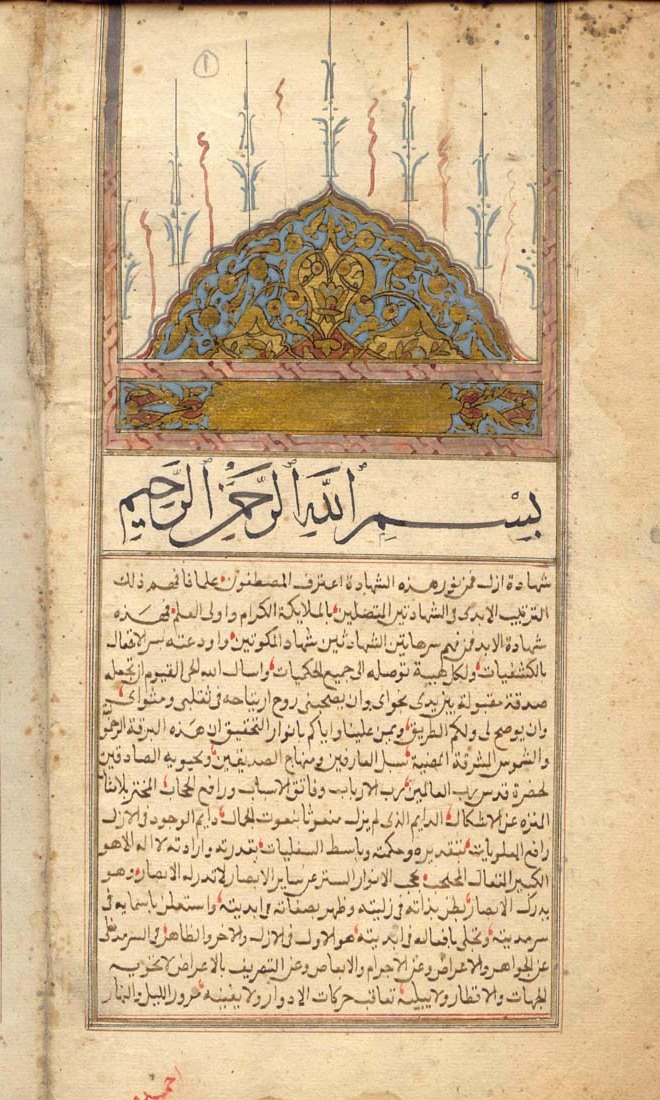
صفحة من كتاب شمس المعارف الكبرى والذي يعتبر كتابا للتعاويذ والاعمال السحرية لاحضار الجن

التعويذة كلام منثور أو مُغنّى أو مُرنّم في صلاة أو دُعاء أو تفكير، يقال استدعاءً لقوى خارقة أو تأثير سحريّ. ويُقال للفعل التعزيم. هُناك العديد من الشّهادات التّاريخيّة لاستعمال تشكيلة واسعة من التّعاويذ على مرّ العُصور وفي مُختلف الحضارات حول العالم.

## تعاويذ تاريخيّة

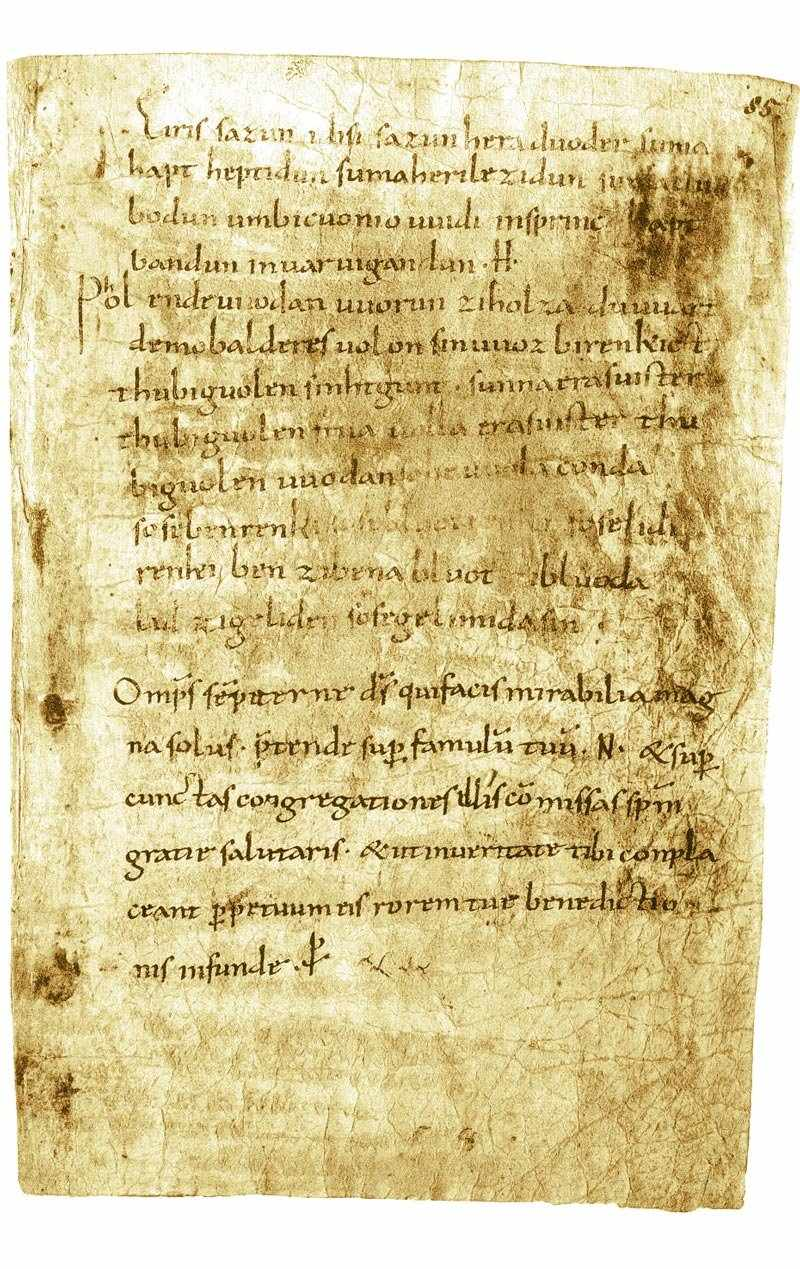
مخطوطة لتعويذة مرسيبورغ

التّعاويذ المُسجلّة والّتي نجت على مرّ العُصور طُمستْ من قِبل الدّيانات التّوحيديّة الرئيسّيّة في العالم الإسلام المسيحية واليهودية, والّتي ألصقت تُهمة اللاأخلاقية والتّعامل مع الشر على كُل من يحاول ممارستها. تمتاز التّعاويذ بوجود رموز خاصّة وكلمات ووصفات وعادات وطُقوس خاصّة وأشكل أُخرى من السحر والّتي لا تُمارس بطريقة مُباشرة باستخدام مجموعة من الكلمات. بعضُ التّعاويذ هي تركيبات وتكرار لكلماتٍ يُعتقد أنها تمتلك قوى خارقة.

## مصر القديمة
ومن المخطوطات النّاجية لـ حضارة مصر القديمة, العديد من تسجيلات السّحر والتّعاويذ السّحريّة ومخطوطات للتّعامل مع الأرواح والتحكُّم بالسحر الأسود والّتي ما زالت موجودة.
فاستعمل السّحر في تلك الفترة للمُتعة والقتل والدّفن والتّحنيط وغيرها الكثير الكثير والّتي يُمكن رُؤيتها على جدران المعابد والقُبور. ومن أشهر مخطوطة تعاويذ مًسجّلة هو كتاب الموتى.

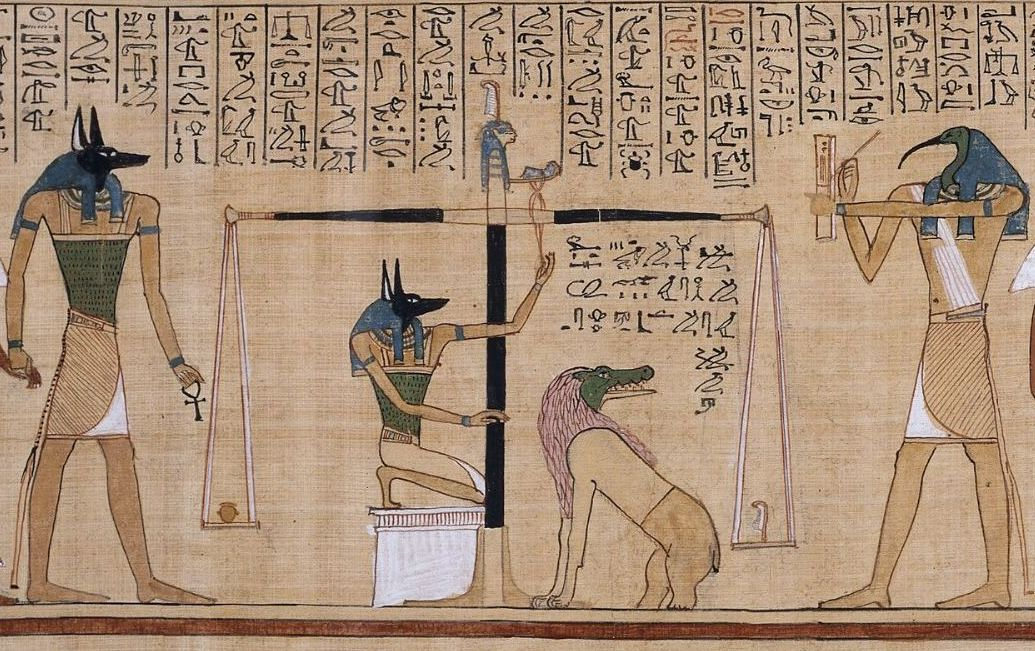
كتاب الموتى, مخطوطة تعاويذ للسّلامة في رحلة ما بعد الموت